# Astronomische Nachrichten
Astronomische Nachrichten (Notes d'astronomia), és una de les primeres revistes internacionals en el camp de l'astronomia, va ser fundada el 1821 per l'astrònom alemany Heinrich Christian Schumacher. Es diu que és la revista astronòmica més antiga del món que encara s'està publicant. La publicació avui s'especialitza en articles sobre física solar, astronomia extragalàctica, cosmologia, geofísica, i la instrumentació per aquests camps.

## El principi

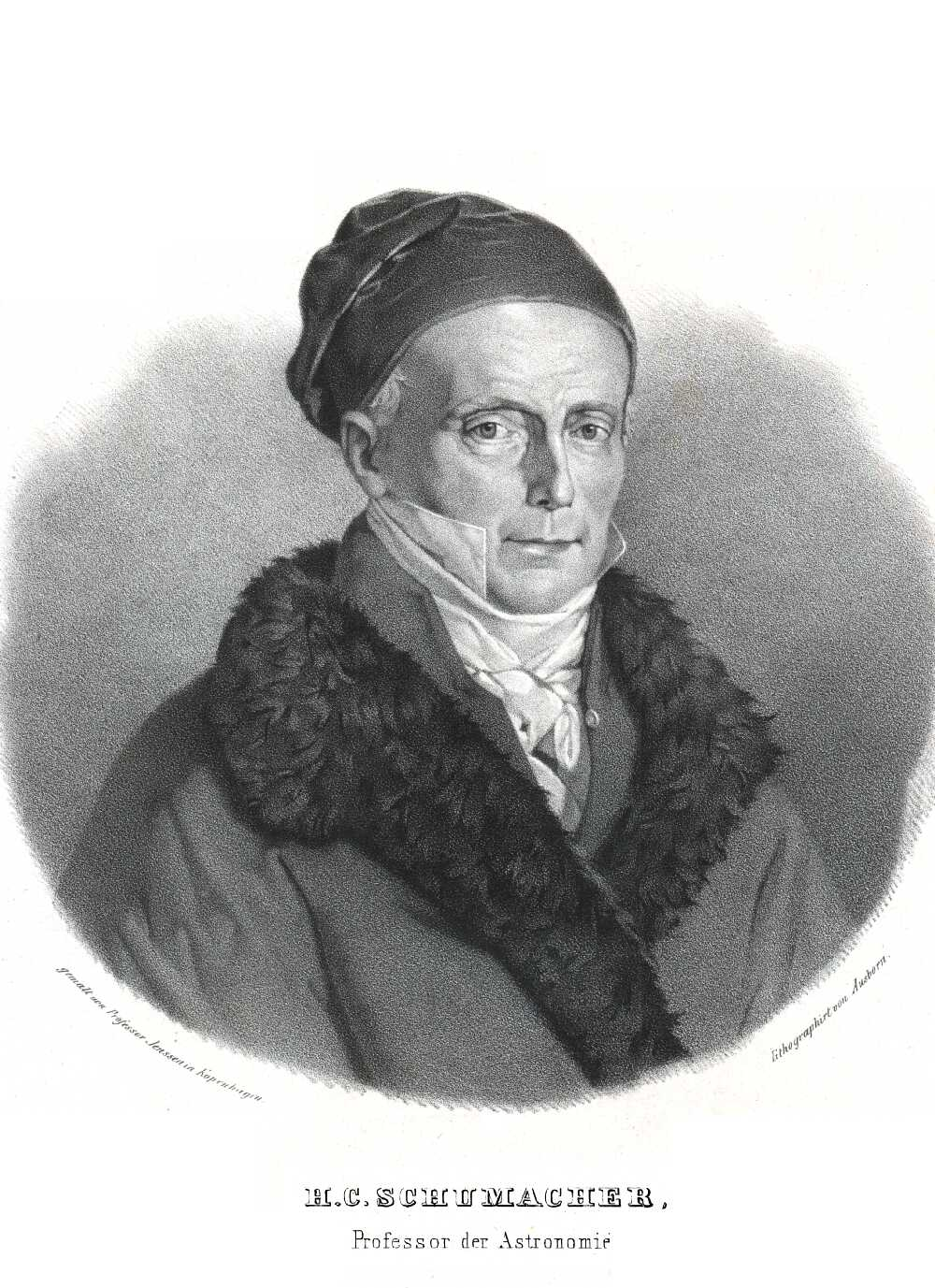
El fundador Heinrich Christian Schumacher (1780-1850)

La revista va ser fundada l'any 1821 per Christian Heinrich Schumacher, sota el patrocini de Christian VIII de Dinamarca, i ràpidament es va convertir en el líder mundial en la publicació professional per al camp de l'astronomia, va tenir èxit on altres havien fracassat o no s'aconseguien el mateix renom. Schumacher edità la revista a l'observatori d'Altona, aleshores part de Dinamarca, més tard part de Prússia, i avui part de l'estat federal alemany d'Hamburg.
Schumacher edità els primers 31 números de la revista, des de la seva fundació el 1821 fins a la seva mort el 1850. Aquestes primeres edicions van omplir centenars de pàgines, i van consistir principalment en les cartes enviades pels astrònoms a Schumacher, presentant els informes de les seves observacions. La revista demostrà ser un gran èxit, i durant aquells anys Schumacher va rebre milers de cartes de centenars de contribuents. Les cartes van ser publicades en l'idioma en què havien estat presentades, sovint l'alemany, però també en anglès, italià i altres idiomes.
El renom de la revista va ser reconegut per l'astrònom britànic John Herschel (aleshores secretari de la Royal Astronomical Society) en una carta adreçada al Rei de Dinamarca el 1840, tal com va ser publicat a Astronomische Nachrichten:
| «                                                   | ... Una de les més notables i influents obres astronòmiques, que han aparegut i que, al mateix temps han funcionat més positivament en el progrés de la ciència més que qualsevol treball similar dels temps moderns [ha] fet de la ciutat de Altona de la seva Majestat... el centre astronòmic del món civilitzat. | » |
| — John Herschel to Christian VIII of Denmark, 1840, | |   |

En aquesta època també es van fundar altres revistes astronòmiques, com ara la British Monthly Notices de la Royal Astronomical Society, que va ser fundada el 1827. És la importància de Astronomische Nachrichten, però, que va portar a l'astrònom americà Benjamin A. Gould el 1850 a fundar l'Astronomical Journal als Estats Units.

## La revista després de la mort de Schumacher

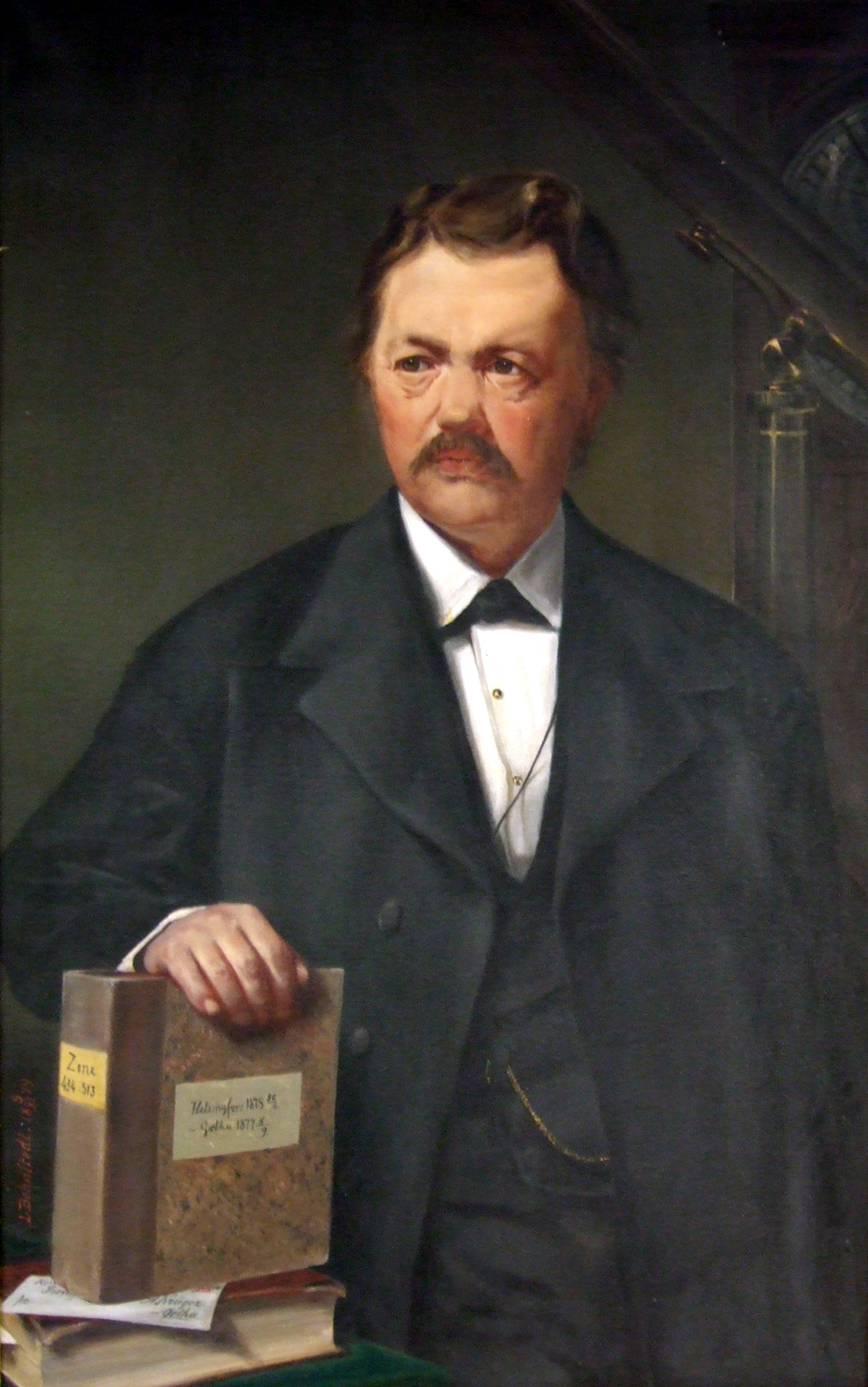
Adalbert Krueger, el quart editor d'Astronomische Nachrichten (1881-1896)

Després de la mort de Schumacher, el director provisional de l'observatori i editor de la revista fou Adolphus Cornelius Petersen, qui havia treballat en l'observatori amb Schumacher durant 24 anys a partir de voltant de 1825. Petersen, qui va morir el 1854, va ser més tard l'editor ajudat per l'astrònom danès Thomas Clausen, qui també havia treballat anteriorment a l'observatori.
L'editor des de 1854 va ser l'astrònom alemany Christian August Friedrich Peters, que havia pres el relleu com a director de l'observatori a Altona. L'any 1872, l'observatori es trasllada d'Altona a Kiel, des d'on Peters va seguir publicant la revista fins a la seva mort el 1880, amb l'ajuda en els seus darrers anys del seu fill Carl Friedrich Wilhelm Peters. La revista va seguir sent publicada a Kiel fins al 1938.
Després de la mort de Peters, Adalbert Krueger va servir com a nou director de l'observatori i editor de la revista des de 1881 fins que va morir el 1896. En aquest moment la revista és l'òrgan de l'Astronomische Gesellschaft. L'editor des de 1896 fins a la seva mort el 1907 va ser l'astrònom alemany Heinrich Kreutz, que anteriorment havien assistit Krueger. Kreutz edità del volum 140 fins al 175. Altres membres del personal durant el període 1880 a 1907 inclouen els astrònoms Richard Schorr i Elis Strömgren.
L'editor de 1907 a 1938 va ser l'astrònom alemany Hermann Kobold.
Després de la jubilació de Kobold l'any 1938, la revista de l'editorial de l'oficina de Kiel es va traslladar a Berlín, i durant la Segona Guerra Mundial la revista va ser publicada per la Astronomisches Reche-Institut (Institut de Càlcul Astronòmic) a Berlín-Dahlem. El 1945, l'institut es va traslladar a Heidelberg, però la revista va romandre a la regió de Berlín.
Després de la guerra, Astronomische Nachrichten va ser editat per Hans Kienle, director de l'Observatori Astrofísic de Potsdam. L'observatori es trobava a Potsdam, als afores de Berlín, i des de 1948 la revista va ser publicada per l'editorial Akademie-Verlag, sota els auspicis de l'Acadèmia Alemanya de Ciències de Berlín. Un dels estudiants de Kienle, Johann Wempe (1906-1980) el va succeir com a editor l'any 1951 i va ocupar el càrrec durant 22 anys.
Des de 1949, i oficialment des de la dècada de 1950 fins a la reunificació d'Alemanya el 1990, la revista es va publicar a la República Democràtica Alemanya, darrere del teló d'acer. De 1974 en endavant, la revista publicà una llista de redactors en cap i del consell editorial, i (la revista) era bilingüe, amb el mateix material publicat en alemany i anglès. Akademie-Verlag va ser absorbida per VCH el 1990.
Des de 1996 fins a l'actualitat (des del volum 317), la revista va ser publicada per Wiley-VCH. Aquesta empresa va ser formada el 1996, quan l'editorial alemanya Verlag Chemie (fundada el 1921) es va sumar a John Wiley and Sons. La revista de l'editorial de les oficines va romandre a Potsdam, a l'Institut d'Astrofísica de Potsdam, i l'actual editor (2007) és KG Strassmeier.
El catàleg de la revista inclou 43.899 articles de 99.565 pàgines en 328 volums, publicats durant un període de més de 180 anys.

## Format de la publicació i calendari
Encara que la revista va ser fundada el 1821, el primer volum du data de 1823. El primer volum (1823) consta de 33 lliuraments i un total de 516 pàgines. L'any següent, el segon volum (1824), va donar a llum 34 lliuraments i 497 pàgines. A banda dels anys 1830-1832, quan dos volums van ser publicats en el 1831 i cap al 1830 ni el 1832, un únic volum de voltant uns 20-30 números es va publicar cada any fins a 1846. Després fins a 1884 es publicaren dos volums gairebé cada any. L'any 1884 hi va haver un nombre rècord de cinc volums publicats. Entre 1884 i 1914 la majoria dels anys hi va haver tres o més volums. Els anys 1915-1919 (coincidint amb la I Guerra Mundial) es va produir una baixada en la publicació, amb un sol volum els anys 1916 i 1919. De 1920 a 1940, la majoria dels anys es van publicar tres volums. De 1941 a 1943 només es va publicar un volum per any, i la revista no es va publicar de cap manera de 1944 a 1946 (Berlín va patir greus danys en els últims anys de la Segona Guerra Mundial). Des de 1947 fins a l'actualitat, la revista ha publicat un volum per any en la majoria dels anys, però no es publicà en absolut en alguns anys de la dècada de 1950, 1960 i 1970. De 1974 a 1996, la revista va ser publicada amb 6 números cada any, i cada volum tenia unes 300 o 400 pàgines.
Sota els nous editors, Wiley, aquesta tendència va continuar fins al 2003, moment en què el nombre de lliuraments per any va augmentar a 9, a causa de la publicació de lliuraments complementaris. Des de 2004 s'han produït 10 números l'any. El 2006, volum 327, hi havia 10 temes i 1100 pàgines.